# Дом учёных (Дубна)
Дом учёных в городе Дубна является учреждением культуры и местом проведения научных мероприятий.
Основные виды деятельности: культурно-просветительская, выставочная, концертно-театральная, спортивно-оздоровительная. Осуществляет свою деятельность согласно Положению.

## История
Создан приказом № 201 директора Объединённого института ядерных исследований (ОИЯИ) академика Д. И. Блохинцева от 17 ноября 1958 года. Открыт 18 декабря 1958 года в левом крыле административного здания ОИЯИ, там же находится и поныне.
Поводом для создания стало активное международное сотрудничество ОИЯИ. Стало очевидно, что необходима организация центра, который объединит интересы учёных с разной культурой, создаст обстановку для проведения досуга.
«Фирменными» для Дома учёных Дубны были вечера, устраиваемые разными землячествами (в ОИЯИ было много иностранных сотрудников) по случаю их национальных праздников.
В 2001 году рядом с Домом был установлен бюст в память о Николае Боголюбове.

## Устройство
- Большой зал;
- Малый зал;
- Выставочный зал;
- Кафе;
- Клуб художников[7].

## Состоявшиеся мероприятия
Дни Чешской Республики в ОИЯИ, 28—29 марта 2012 года.

## Галерея
- Дом учёных. 2006 год
- Вход в Дом учёных. 2018 год
- Вид на центральный вход. 2010 год
- Дом учёных и площадь Жолио-Кюри (2019 год). Справа — бюст Николая Николаевича Боголюбова